# Pervomaiski (Abinsk, Krasnodar)
Pervomaiski (del ruso: Первомайский) es un jútor del raión de Abinsk del krai de Krasnodar en el sur de Rusia. Está situado a orillas del río Jabl, de la cuenca del Kubán, 23 km al nordeste de Abinsk y 47 km al suroeste de Krasnodar, la capital del krai. Tenía 258 habitantes en 2010.
Pertenece al municipio Jolmskoye.